# 캘거리 플레임스
캘거리 플레임스(영어: Calgary Flames)는 캐나다 앨버타주 캘거리에 위치한 프로페셔널 아이스하키 팀이다. NHL 서부 콘퍼런스 퍼시픽 디비전 소속이다. 이 클럽은 캘거리 타이거스 (1921~1927년), 캘거리 카우보이스 (1975~1977년)에 이어 캘거리 시를 대표하는 세 번째 주요 프로페셔널 아이스하키 팀이다. 플레임스는 앨버타 주의 두 NHL 프랜차이즈 가운데 하나인데, 다른 하나는 에드먼턴 오일러스(영어: Edmonton Oilers)이다. 이 도시들이 서로 가까이 있는데, 이는 배틀 오브 앨버타(영어: Battle of Alberta)라는 팀이 만들어지는 계기가 되었다. 두 팀 사이의 경기는 자주 활기찬 모습을 보인다.
이 팀은 1972년에 애틀랜타 플레임스라는 이름으로 창단하였으나, 1980년에 캘거리 시로 이전되었다.

## 역대 홈경기장
| 경기장            | 사용기간      | 수용인원 | 장소            | 비고                                                                                            |
| ----------------- | ------------- | -------- | --------------- | ----------------------------------------------------------------------------------------------- |
| 스템피드 코랄     | 1980년~1983년 | 6,450명  | 앨버타주 캘거리 | 빈칸                                                                                            |
| 스코샤뱅크 새들돔 | 1983년~현재   | 19,289명 | 앨버타주 캘거리 | 올림픽 새들돔(1983~1995년) 캐나디언 에어라인스 새들돔(1995~2000년) 펜그로스 새들돔(2000~2010년) |
| 스코샤 플레이스   | 빈칸          | 18,400명 | 앨버타주 캘거리 | 빈칸                                                                                            |

## 영구 결번
| 번호 | 선수명        | 포지션   | 활동 기간                 | 지정일          |
| ---- | ------------- | -------- | ------------------------- | --------------- |
| 9    | 래니 맥도널드 | 라이트윙 | 1981~1989년               | 1990년 3월 17일 |
| 12   | 저롬 이긴라   | 라이트윙 | 1996~2013년               | 2019년 3월 2일  |
| 30   | 마이크 버넌   | 골텐더   | 1982~1994년 2000년~2002년 | 2007년 2월 7일  |

비고
- NHL은 2000년 NHL 올스타전에서 웨인 그레츠키의 등번호 99번을 리그 전 구단 결번으로 지정했다.

캘커리 플레임스는 세 개의 영구 결번이 있다. 플레임스는 1981년부터 1989년까지 뛰며 그의 커리어 마지막 해에 플레임스의 공동 주장으로서 스탠리 컵을 들어올리고 포지션은 우측윙 이었던 래리 맥도널드을 기념하며 등번호 9번을 결번했다. 마이크 버넌의 30번 또한 결번됐는데, 버넌은 1982년부터 1994년까지 14년동안 플레임즈에서 골텐더로서 활약했다. 플레임즈는 저럼 이닌라의 등번호 12번은 2019년 3월 2일에 결번했다. 저럼은 1996년부터 2013까지 플레임즈의 우측윙 자리에서 뛰었으며, 2003년부터 2013년까지는 구단의 주장 직을 역임했다. NHL은 2000년 NHL 올스타 게임에서 웨인 그레츠키의 등번호 99번을 전 구단 결번했다. 공식적인 것은 아니지만, 시어런 플러리가 구단을 떠난 1999년 이후로 플레임즈는 등번호 14번을 배정하지 않고 있고, 미카 키프루소프가 2013년 플레임즈에서 은퇴한 후로 등번호 34번을 사용하지 않고 있다.
2012년 플레임즈는 등번호를 결번하지 않으면서 캘커리 플레임즈에서 뛰었고 구단을 대표하는 선수들에게 명예를 주는 "Forever a Flame"라는 프로그램을 도입한다. 이는 미래의 플레임즈 선수에게 구단의 가장 존경받는 선수의 등번호를 사용할 수 있는 기회를 주게 되었다. 2012년 2월 27일 수비수였던 알 매키니스 첫 번째 예후를 받게되었다. 그의 사진과 등번호 2번이 스코샤뱅크 새들돔의 서까래에 걸리게 됐다. 2014년 3월 7일 조 뉴언다익이 그 두 번째가 되었다.